# Hospital Schestakow
El Hospital Teodoro Juan Schestakow, es un hospital público de la ciudad de San Rafael de la provincia de Mendoza (Argentina). Se encuentra en la calle Comandante Torres 170.

## Historia
El Hospital Teodoro Juan Schestakow es un hospital público de alta complejidad de la ciudad de San Rafael, provincia de Mendoza. Fue inaugurado en 1924 con el nombre de Hospital Regional en la calle Barcala y en 1941 por decreto del Gobernador Rodolfo Corominas Segura, se designó al Hospital con el nombre del Dr. Teodoro J. Schestakow.
Las especialidades del nosocomio son Anestesiología, Clínica médica, Infectología, Neonatología, Pediatría, Tocoginecología.
Quedó cerrada la Residencia de Cirugía General el día 18 de octubre de 2021 luego de haberse producido la renuncia del Jefe del Servicio de la misma y por pedido de la Comisión de Docencia e Investigaciones. Los residentes de tal Servicio serán relocalizados en la Ciudad de Mendoza.